# Iepure al tufișurilor
Iepurele tufișurilor (Poelagus marjorita) este o specie de mamifere din familia iepurilor, Leporidae. Este monotipică în genul Poelagus. Este găsită în Africa Centrală și habitatul său specific este savana umedă, adesea cu aflorimente stâncoase.

## Taxonomie
Iepurele tufișurilor a fost descris științific pentru prima oară în 1929 de St. Leger ca Poelagus marjorita. Este singura specie din genul Poelagus, care a fost descris și el tot de St. Leger, în 1932.

## Descriere
Iepurele tufișurilor are o lungime a capului și a corpului de circa 44 până la 50 cm și o masă de 2 până la 3 kg. Atât picioarele din spate, cât și urechile sunt mai scurte decât la alte specii africane, iar blana este mai aspră. Culoarea generală a corpului este maro-cenușie și coada este gălbuie deasupra și albă dedesubt.

## Răspândire și habitat
Iepurele tufișurilor este originar din Africa Centrală. Arealul său se extinde din sudul Ciadului și Sudanului de Sud spre nord-estul Republicii Democratice Congo și vestul țării Kenya atât de departe în sud până la capătul de nord al Lacului Tanganyika. Există o populație separată în Angola. Habitatul său favorizat este savana umedă, adesea cu aflorimente stâncoase. Se găsește de asemenea în zone unde cresc specii de copaci din genul Isoberlinia și uneori în păduri. Este adesea asociat cu damanul de stâncă și poate folosi aceleași crăpături de printre roci în care să se ascundă, iar în Valea Riftului⁠(en)[traduceți] ocupă același tip de habitat precum iepurii roșii (Pronolagus spp.) în Africa Sudică.

## Comportament și ecologie

### Comportament
Această specie este nocturnă, ascunzându-se în timpul zilei într-o formă făcută în vegetație deasă sau într-o gaură de printre stânci, iar noaptea ieșind într-un grup de familie pentru a se hrăni.

### Dietă
Dieta sa constă în graminee și plante care înfloresc, și îi plac lăstarii tineri suculenți care răsar din pământ după ce terenul a fost curățat sau ars. Când trăiește în apropierea unui teren cultivat, se hrănește cu frunzele plantelor de orez și de arahide dacă sunt prezente.

### Prădători
Printre prădătorii acestei specii probabil se numără anumite păsări din familia Accipitridae, bufnițe, servali (Leptailurus serval), genete de Cap (Genetta tigrina) și Genetta servalina.

### Reproducere
Reproducerea pare să aibă loc în oricare parte a anului. Perioada de gestație este în jur de cinci săptămâni, iar după terminarea sa unul sau doi pui incapabili să se miște în curând sunt născuți într-o gaură, a cărei intrare este slab blocată cu sol sau iarbă.

## Stare de conservare
Numărul specimenelor de iepuri ai tufișurilor este crezut a fi stabil iar această specie este comună în unele părți ale arealului său. Nu au fost identificate amenințări deosebite pentru această specie, deși aceasta este vânată local, iar pentru aceste motive Uniunea Internațională pentru Conservarea Naturii, în Lista roșie a IUCN, o listează ca fiind neamenințată cu dispariția.